# Курба (приток Уды)
Курба́  (бур. Хүрбэ гол) — река в Хоринском и Заиграевском районах Бурятии, правый приток Уды. Длина с Большой Курбой — 227 км. Площадь водосборного бассейна — 5530 км². Среднегодовой расход воды — 22,8 м³/с.

## География
Большая Курба берёт начало на южном склоне хребта Улан-Бургасы. Течёт в юго-западном направлении. Примерно в 40 км от истока река принимает левый приток Малую Курбу у одноимённого посёлка. Далее река несёт название Курба. Впадает в Уду в 1 км ниже села Новая Курба напротив села Старая Курба.

## Населённые пункты
На реке и её долине расположены населённые пункты (от истока к устью): Малая Курба, Тохорюкта, Ойбонт, Могой, Тэгда, Ангир, Красный Яр, Унэгэтэй, Новая Курба, Петропавловка.

## Основные притоки
От истока к устью: Богуна (пр), Толутай (лв), Малая Курба (лв), Могой (лв), Саналей (пр), Тэгда (лв), Хаил (пр), Хасурта (лв), Ангир (пр), Шабарта (пр).